# Natació als Jocs Olímpics d'estiu de 2020
La natació és un dels esports que es disputaran als Jocs Olímpics d'Estiu de 2020, realitzats a la ciutat de Tòquio, Japó. Les proves es disputaran entre el 24 de juliol i el 5 d'agost de 2021. Programat inicialment pel 2020, els Jocs es van ajornar per la pandèmia de COVID-19 i es van reprogramar pel 2021. La natació va comptar amb un total de 37 proves (18 per a homes i dones i 1 de mixta), amb la inclusió dels 800 metres lliures masculins, els 1500 metres lliures femenins i el relleu mixt dels 4 × 100 metres. Les proves de piscina es disputaran al Centre Aquàtic de Tòquio, mentre les proves d'aigües obertes es disputaran a l'Odaiba Marine Park.

## Programa
| S | Sèries | ½ | Semifinals | F | Final |

M = Sessió matinal, iniciada a les 10:30 local (01:30 UTC).

N = Sessió nocturna, iniciada a les 19:00 local (10:00 UTC).
| Data →               | 24/07 | 24/07 | 25/07 | 25/07 | 26/07 | 26/07 | 27/07 | 27/07 | 28/07 | 28/07 | 29/07 | 29/07 | 30/07 | 30/07 | 31/07 | 31/07 | 01/08 | 01/08 | 05/08 | 05/08 |
| Prova ↓              | M     | N     | M     | N     | M     | N     | M     | N     | M     | N     | M     | N     | M     | N     | M     | N     | M     | N     | M     | N     |
| -------------------- | ----- | ----- | ----- | ----- | ----- | ----- | ----- | ----- | ----- | ----- | ----- | ----- | ----- | ----- | ----- | ----- | ----- | ----- | ----- | ----- |
| 50 metres lliures    |       |       |       |       |       |       |       |       |       |       |       |       |       | S     | ½     |       | F     |       |       |       |
| 100 metres lliures   |       |       |       |       |       |       |       | S     | ½     |       | F     |       |       |       |       |       |       |       |       |       |
| 200 metres lliures   |       |       |       | S     | ½     |       | F     |       |       |       |       |       |       |       |       |       |       |       |       |       |
| 400 metres lliures   |       | S     | F     |       |       |       |       |       |       |       |       |       |       |       |       |       |       |       |       |       |
| 800 metres lliures   |       |       |       |       |       |       |       | S     |       |       | F     |       |       |       |       |       |       |       |       |       |
| 1.500 metres lliures |       |       |       |       |       |       |       |       |       |       |       |       |       | S     |       |       | F     |       |       |       |
| 100 metres esquena   |       |       |       | S     | ½     |       | F     |       |       |       |       |       |       |       |       |       |       |       |       |       |
| 200 metres esquena   |       |       |       |       |       |       |       |       |       | S     | ½     |       | F     |       |       |       |       |       |       |       |
| 100 metres braça     |       | S     | ½     |       | F     |       |       |       |       |       |       |       |       |       |       |       |       |       |       |       |
| 200 metres braça     |       |       |       |       |       |       |       | S     | ½     |       | F     |       |       |       |       |       |       |       |       |       |
| 100 metres papallona |       |       |       |       |       |       |       |       |       |       |       | S     | ½     |       | F     |       |       |       |       |       |
| 200 metres papallona |       |       |       |       |       | S     | ½     |       | F     |       |       |       |       |       |       |       |       |       |       |       |
| 200 metres estils    |       |       |       |       |       |       |       |       |       | S     | ½     |       | F     |       |       |       |       |       |       |       |
| 400 metres estils    |       | S     | F     |       |       |       |       |       |       |       |       |       |       |       |       |       |       |       |       |       |
| 4×100 metres lliures |       |       |       | S     | F     |       |       |       |       |       |       |       |       |       |       |       |       |       |       |       |
| 4×200 metres lliures |       |       |       |       |       |       |       | S     | F     |       |       |       |       |       |       |       |       |       |       |       |
| 4×100 metres estils  |       |       |       |       |       |       |       |       |       |       |       |       |       | S     |       |       | F     |       |       |       |
| 10 quilòmetres       |       |       |       |       |       |       |       |       |       |       |       |       |       |       |       |       |       |       | F     |       |

| Data →               | 24/07 | 24/07 | 25/07 | 25/07 | 26/07 | 26/07 | 27/07 | 27/07 | 28/07 | 28/07 | 29/07 | 29/07 | 30/07 | 30/07 | 31/07 | 31/07 | 01/08 | 01/08 | 04/08 | 04/08 |
| Prova ↓              | M     | N     | M     | N     | M     | N     | M     | N     | M     | N     | M     | N     | M     | N     | M     | N     | M     | N     | M     | N     |
| -------------------- | ----- | ----- | ----- | ----- | ----- | ----- | ----- | ----- | ----- | ----- | ----- | ----- | ----- | ----- | ----- | ----- | ----- | ----- | ----- | ----- |
| 50 metres lliures    |       |       |       |       |       |       |       |       |       |       |       |       |       | S     | ½     |       | F     |       |       |       |
| 100 metres lliures   |       |       |       |       |       |       |       |       |       | S     | ½     |       | F     |       |       |       |       |       |       |       |
| 200 metres lliures   |       |       |       |       |       | S     | ½     |       | F     |       |       |       |       |       |       |       |       |       |       |       |
| 400 metres lliures   |       |       |       | S     | F     |       |       |       |       |       |       |       |       |       |       |       |       |       |       |       |
| 800 metres lliures   |       |       |       |       |       |       |       |       |       |       |       | S     |       |       | F     |       |       |       |       |       |
| 1.500 metres lliures |       |       |       |       |       | S     |       |       | F     |       |       |       |       |       |       |       |       |       |       |       |
| 100 metres esquena   |       |       |       | S     | ½     |       | F     |       |       |       |       |       |       |       |       |       |       |       |       |       |
| 200 metres esquena   |       |       |       |       |       |       |       |       |       |       |       | S     | ½     |       | F     |       |       |       |       |       |
| 100 metres braça     |       |       |       | S     | ½     |       | F     |       |       |       |       |       |       |       |       |       |       |       |       |       |
| 200 metres braça     |       |       |       |       |       |       |       |       |       | S     | ½     |       | F     |       |       |       |       |       |       |       |
| 100 metres papallona |       | S     | ½     |       | F     |       |       |       |       |       |       |       |       |       |       |       |       |       |       |       |
| 200 metres papallona |       |       |       |       |       |       |       | S     | ½     |       | F     |       |       |       |       |       |       |       |       |       |
| 200 metres estils    |       |       |       |       |       | S     | ½     |       | F     |       |       |       |       |       |       |       |       |       |       |       |
| 400 metres estils    |       | S     | F     |       |       |       |       |       |       |       |       |       |       |       |       |       |       |       |       |       |
| 4×100 metres lliures |       | S     | F     |       |       |       |       |       |       |       |       |       |       |       |       |       |       |       |       |       |
| 4×200 metres lliures |       |       |       |       |       |       |       |       |       | S     | F     |       |       |       |       |       |       |       |       |       |
| 4×100 metres estils  |       |       |       |       |       |       |       |       |       |       |       |       |       | S     |       |       | F     |       |       |       |
| 10 quilòmetres       |       |       |       |       |       |       |       |       |       |       |       |       |       |       |       |       |       |       | F     |       |

| Data →              | 24/07 | 24/07 | 25/07 | 25/07 | 26/07 | 26/07 | 27/07 | 27/07 | 28/07 | 28/07 | 29/07 | 29/07 | 30/07 | 30/07 | 31/07 | 31/07 | 01/08 | 01/08 | 04/08 | 04/08 |
| Prova ↓             | M     | N     | M     | N     | M     | N     | M     | N     | M     | N     | M     | N     | M     | N     | M     | N     | M     | N     | M     | N     |
| ------------------- | ----- | ----- | ----- | ----- | ----- | ----- | ----- | ----- | ----- | ----- | ----- | ----- | ----- | ----- | ----- | ----- | ----- | ----- | ----- | ----- |
| 4×100 metres estils |       |       |       |       |       |       |       |       |       |       |       | S     |       |       | F     |       |       |       |       |       |

## Medallistes

### Homes
a  Nedadors que sols van disputar les sèries i que reberen la medalla.

### Dones
| Prova                        | Or | Or         | Plata | Plata     | Bronze | Bronze    |
| 50 m lliure detalls          | Emma McKeon (AUS) | 23.81 RO   | Sarah Sjöström (SWE) | 24.07     | Pernille Blume (DEN) | 24.21     |
| 100 m lliure detalls         | Emma McKeon (AUS) | 51.96 RO   | Siobhán Haughey (HKG) | 52.27     | Cate Campbell (AUS) | 52.52     |
| 200 m lliure detalls         | Ariarne Titmus (AUS) | 1:53.50 RO | Siobhán Haughey (HKG) | 1:53.92   | Penny Oleksiak (CAN) | 1:54.70   |
| 400 m lliure detalls         | Ariarne Titmus (AUS) | 3:56.69    | Katie Ledecky (USA) | 3:57.36   | Li Bingjie (CHN) | 4:01.08   |
| 800 m lliure detalls         | Katie Ledecky (USA) | 8:12.57    | Ariarne Titmus (AUS) | 8:13.83   | Simona Quadarella (ITA) | 8:18.35   |
| 1500 m lliure detalls        | Katie Ledecky (USA) | 15:37.34   | Erica Sullivan (USA) | 15:41.41  | Sarah Köhler (GER) | 15:42.91  |
|                              | |            | |           | |           |
| 100 m esquena detalls        | Kaylee McKeown (AUS) | 57.47 RO   | Kylie Masse (CAN) | 57.72     | Regan Smith (USA) | 58.05     |
| 200 m esquena detalls        | Kaylee McKeown (AUS) | 2:04.68    | Kylie Masse (CAN) | 2:05.42   | Emily Seebohm (AUS) | 2:06.17   |
|                              | |            | |           | |           |
| 100 m braça detalls          | Lydia Jacoby (USA) | 1:04.95    | Tatjana Schoenmaker (RSA) | 1:05.22   | Lilly King (USA) | 1:05.54   |
| 200 m braça detalls          | Tatjana Schoenmaker (RSA) | 2:18.95 RM | Lilly King (USA) | 2:19.92   | Annie Lazor (USA) | 2:20.84   |
|                              | |            | |           | |           |
| 100 m papallona detalls      | Maggie Mac Neil (CAN) | 55.59      | Zhang Yufei (CHN) | 55.64     | Emma McKeon (AUS) | 55.72     |
| 200 m papallona detalls      | Zhang Yufei (CHN) | 2:03.86 RO | Regan Smith (USA) | 2:05.30   | Hali Flickinger (USA) | 2:05.65   |
|                              | |            | |           | |           |
| 200 m estils detalls         | Yui Ohashi (JPN) | 2:08.52    | Alex Walsh (USA) | 2:08.65   | Kate Douglass (USA) | 2:09.04   |
| 400 m estils detalls         | Yui Ohashi (JPN) | 4:32.08    | Emma Weyant (USA) | 4:32.76   | Hali Flickinger (USA) | 4:34.90   |
|                              | |            | |           | |           |
| 4 × 100 m lliure detalls     | AustràliaBronte Campbell (53.01) · Meg Harris (53.09) · Emma McKeon (51.35) · Cate Campbell (52.24) · Mollie O'Callaghan[b] · Madison Wilson[b]                            | 3:29.69 RM | CanadàKayla Sanchez (53.42) · Maggie Mac Neil (53.47) · Rebecca Smith (53.63) · Penny Oleksiak (52.26) · Taylor Ruck[b]                                                      | 3:32.78   | Estats UnitsErika Brown (54.02) · Abbey Weitzeil (52.68) · Natalie Hinds (53.15) · Simone Manuel (52.96) · Catie DeLoof[b] · Allison Schmitt[b] · Olivia Smoliga[b]                         | 3:32.81   |
| 4 × 200 m lliure detalls     | R.P. de la XinaYang Junxuan (1:54.37) · Tang Muhan (1:55.00) · Zhang Yufei (1:55.66) · Li Bingjie (1:55.30) · Dong Jie[b] · Zhang Yifan[b]                                 | 7:40.33 RM | Estats UnitsAllison Schmitt (1:56.34) · Paige Madden (1:55.25) · Katie McLaughlin (1:55.38) · Katie Ledecky (1:53.76) · Brooke Forde[b] · Bella Sims[b]                      | 7:40.73   | AustràliaAriarne Titmus (1:54.51) · Emma McKeon (1:55.31) · Madison Wilson (1:55.62) · Leah Neale (1:55.85) · Tamsin Cook[b] · Meg Harris[b] · Mollie O'Callaghan[b] · Brianna Throssell[b] | 7:41.29   |
| 4 × 100 m estils detalls     | AustràliaKaylee McKeown (58.01) · Chelsea Hodges (1:05.57) · Emma McKeon (55.91) · Cate Campbell (52.11) · Emily Seebohm[b] · Brianna Throssell[b] · Mollie O'Callaghan[b] | 3:51.60 RO | Estats UnitsRegan Smith (58.05) · Lydia Jacoby (1:05.03) · Torri Huske (56.16) · Abbey Weitzeil (52.49) · Rhyan White[b] · Lilly King[b] · Claire Curzan[b] · Erika Brown[b] | 3:51.73   | CanadàKylie Masse (57.90) · Sydney Pickrem (1:07.17) · Maggie Mac Neil (55.27) · Penny Oleksiak (52.26) · Taylor Ruck[b] · Kayla Sanchez[b]                                                 | 3:52.60   |
|                              | |            | |           | |           |
| 10 km aigües obertes detalls | Ana Marcela Cunha (BRA) | 1:59:30.8  | Sharon van Rouwendaal (NED) | 1:59:31.7 | Kareena Lee (AUS) | 1:59:32.5 |

b  Nedadores que sols van disputar les sèries i que reberen la medalla.

### Mixtes
c  Nedadors que sols van disputar les sèries i que reberen la medalla.

## Medaller
| Posició | País            | Or | Plata | Bronze | Total |
| 1.      | Estats Units    | 11 | 10    | 9      | 30    |
| 2.      | Austràlia       | 9  | 3     | 9      | 21    |
| 3.      | Regne Unit      | 4  | 3     | 1      | 8     |
| 4.      | R.P. de la Xina | 3  | 2     | 1      | 6     |
| 5.      | ROC             | 2  | 2     | 1      | 5     |
| 6.      | Japó            | 2  | 1     | 0      | 3     |
| 7.      | Canadà          | 1  | 3     | 2      | 6     |
| 8.      | Hongria         | 1  | 2     | 0      | 3     |
| 9.      | Sud-àfrica      | 1  | 1     | 0      | 2     |
| 10.     | Brasil          | 1  | 0     | 2      | 3     |
| 10.     | Alemanya        | 1  | 0     | 2      | 3     |
| 12.     | Tunísia         | 1  | 0     | 0      | 1     |
| 13.     | Països Baixos   | 0  | 3     | 0      | 3     |
| 14.     | Itàlia          | 0  | 2     | 5      | 7     |
| 15.     | Hong Kong       | 0  | 2     | 0      | 2     |
| 16.     | Ucraïna         | 0  | 1     | 1      | 2     |
| 17.     | França          | 0  | 1     | 0      | 1     |
| 17.     | Suècia          | 0  | 1     | 0      | 1     |
| 19.     | Suïssa          | 0  | 0     | 2      | 2     |
| 20.     | Dinamarca       | 0  | 0     | 1      | 1     |
| 20.     | Finlàndia       | 0  | 0     | 1      | 1     |
| Total   | Total           | 37 | 37    | 37     | 111   |